# 社会界面
社会界面（Social interface）的概念来源于社会科学之中（特别是媒体生态学（麦克卢汉）和技术社会学）。
它可以从理论或实践的角度来进行探讨。
作为社会界面理论的一个概念，社会界面由Norman Long定义（1989年和2001年）。2001年，他对该定义进行了修订：
|  | "a social interface is a critical point of intersection between different s, s or levels of , where based upon discrepancies in values, interests, knowledges and power, are most likely to be located." “社会界面是不同生活世界、社会领域或社会组织层次之间的关键交叉点，在这里，最有可能出现基于价值观、利益、兴趣、知识和权力差异的社会不连续性。” |

换句话说，界面是可能出现社会摩擦的领域。在新技术的传播导致结构性不连续性（可能是积极的，也可能是消极的）的地方，界面就会出现这种不连续性。Long接着表示：
|  | " ... the concept implies face-to-face encounters between individuals or social units representing different interests and backed by different resources.""......这一概念意味着代表不同利益、拥有不同资源支持的个人或社会单位之间的面对面接触" |

确定这些界面并分析它们的影响，可以看出日常生活是如何改变这些界面的，而日常生活又是如何被这些界面所改变的。   
社交界面作为社交界面设计的实用概念，社交界面在人机交互（尤其是计算机界面方面）的研究中得到了体现。其基本论点是，如果计算机界面更像另一个人，就能促进用户在人机交互过程中做出正确的反应。能够提供这种人性化提示的软件通常是通过创建具有人类品质的界面来实现的（例如赋予软件代理可识别的性别 。研究通常关注的是，应如何设计这样的代理（如微软代理），以使其更具吸引力（是否具有有效的面部表情，代理是否拟人化等） 

## 另请参阅
- 互动性